# 嵵裡古宅
 嵵裡古宅，是位於台灣澎湖縣馬公市嵵裡里的宅第，於2008年12月3日登錄澎湖縣歷史建築。

## 歷史
嵵裡里位於馬公市以南之風櫃半島，與虎井嶼、桶盤嶼隔海相望，北邊臨馬公內海。早期聚落之居民生活主要以石滬捕魚為主，其中嵵裡古宅是在1920年代，在當地陳氏家族之陳恭，於16歲於青灣內海區後港邊，潛挖硓𥑮石，在耗時8年後與當地人士所興建完成之宅邸。
第二次世界大戰，在澎湖大空襲期間，嵵裡聚落遭受空襲所波及，其中嵵裡古宅屋頂因而受損，後在聘大陸師傅修建後，將原本的紅瓦改為黑瓦。
2008年12月，嵵裡古宅經過澎湖縣文化資產審議委員會評估後，登錄為澎湖縣歷史建築，後在2010年，因應通過澎湖縣歷史建築維護及再利用獎助計畫申請修復獎助，在依照傳統工法進行下，對於建築物進行了修復工程，也將屋頂部分還原至完工初期的紅瓦樣式。

## 建築設計
嵵裡古宅在外觀及格局屬澎湖典型民宅，牆體結構及建材來自武岩和在地硓𥑮石，以及從中國購自的木料及瓦而造，建築形式共設有門樓，水泥屋瓦及紅瓦等居家設施。